# Tchoumak
Le tchoumak (ukrainien : чумак) était un métier historique et traditionnel de commerce par chariot sur le territoire de l'Ukraine moderne à la fin du Moyen Âge et au début de la période moderne, comparable à celui de roulier. Il s'agissait de livrer des marchandises (sel, poisson, céréales, etc.) pour les vendre sur de longues distances à l'aide de charrettes attelées à des bœufs.

## Étymologie
L'origine du mot tchoumak, dont la première mention écrite remonte à 1637, a été profondément débattue. Des philologues envisagent plusieurs théories :
- Le dictionnaire de Max Vasmer estime[2] que le mot puiserait son origine dans le mot turc čomak signifiant "maillet à long manche", et de ses dérivés, čomak uigur (fort) ou čumakdar (celui qui porte la masse).

- Du mot turc cum, qui signifie "tonneau", théorie très improbable.

- Du vieux slave чума́, signifiant "peste", car ils étaient associés à la peste bubonique : lorsqu'ils transportaient du sel entre différentes villes, on croyait qu'ils transportaient aussi la maladie ; ils couvraient leurs vêtements de goudron pour éviter de l'attraper, et empêcher la transmission à leurs propres villages et familles. Il a été prouvé qu'ils ne pouvaient pas l'avoir répandu.

- La théorie avec laquelle la plupart des linguistes sont d'accord est celle de Gregory Halymonenko, qui prétend que le mot tchoumak vient du turc comaq, qui signifie "plonger", "qui est immergé dans l'eau". Il est prouvé que pour extraire le sel et le poisson qu'ils commercialisaient, ils devaient plonger sous les eaux de la Mer noire.

- Une dernière théorie prétend que le mot qu'il vient de tumaco, une personne d'origine turque et ukrainienne, soit un père turc et une mère ukrainienne, soit l'inverse. C'est parce que leurs routes commerciales reliaient le khanat de Crimée au Sitch zaporogue d'Ukraine, et qu'on pensait donc qu'ils transportaient du sang de cosaques zaporogues et de Tatars de Crimée, ou bien, pour prévenir les vols, afin d'éviter le vol, les Tatars de Crimée et les cosaques zaporogues ont dû accepter les tchoumaks comme les leurs.

## Histoire
Les tchoumaks se sont développés en tant que classe marchande facilitant le commerce du sel provenant des régions de Galicie ainsi que des zones côtières de la mer Noire et de la mer d'Azov, en plus d'autres articles.
Ils ont prospéré jusqu'à la fin du XIXe siècle, lorsque la concurrence des chemins de fer a rendu les routes commerciales plus longues non rentables.
Les tchoumaks transportaient les marchandises dans des chariots tirés par deux bœufs accouplés par un joug. Les bœufs étaient souvent de la race bessarabienne.
Les tchoumaks opéraient le plus souvent à l'époque de l'Hetmanat cosaque (XVIIe siècle), faisant du commerce entre le tsarat de Moscou, la république des Deux Nations , le khanat de Crimée et la Moldavie. La modernisation a marginalisé l'activité économique traditionnelle et a relégué les commerçants tchoumaks dans les régions de l'ouest de l'Ukraine où les niveaux de service sont les plus bas.

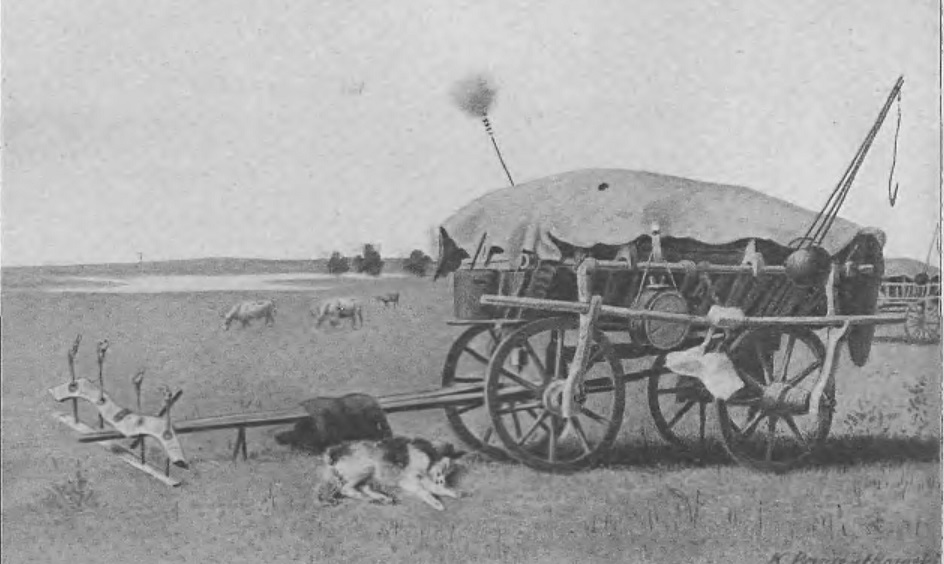
XIXe siècle
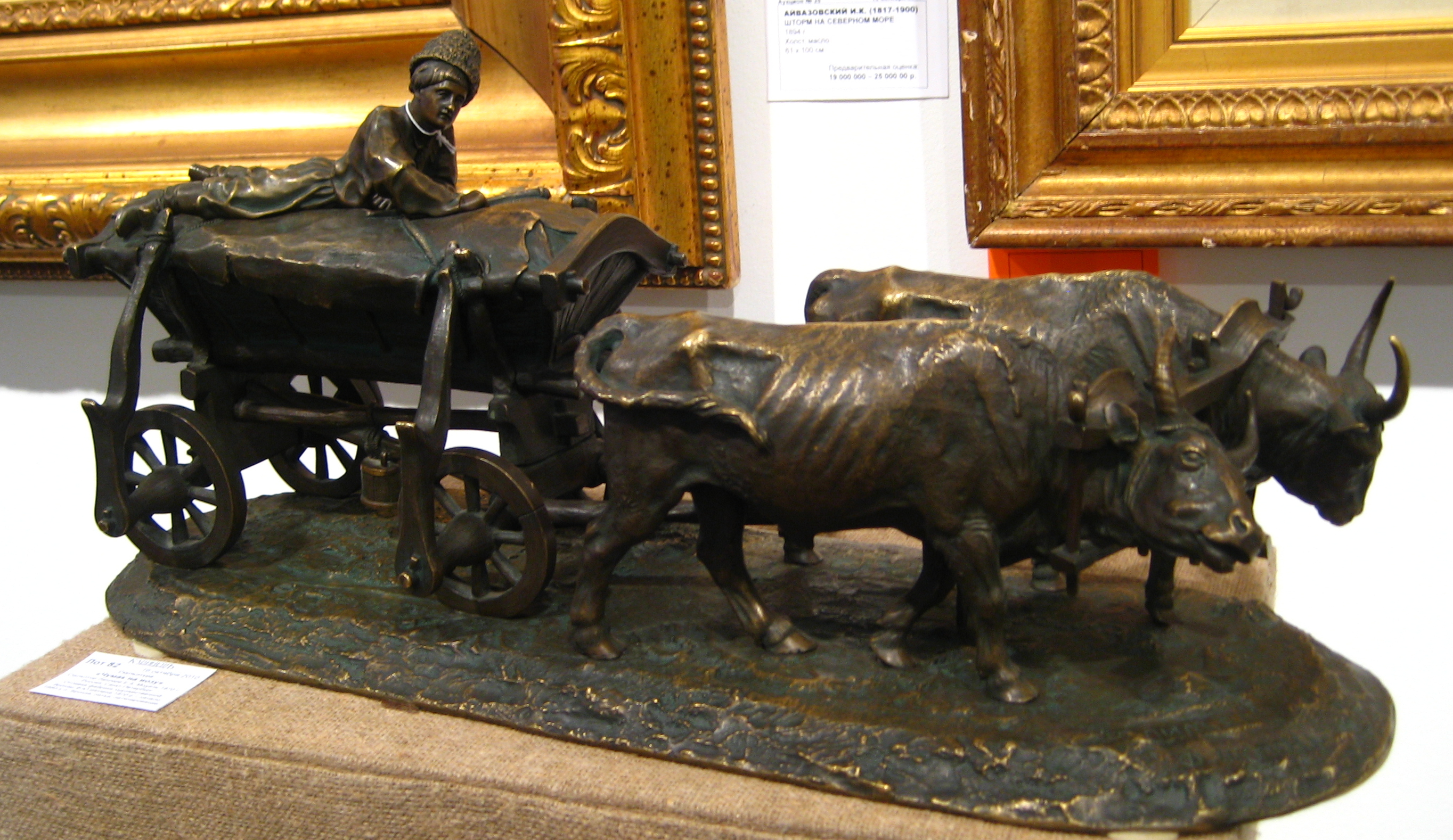
Sculpture d'Evgueni Lanceray
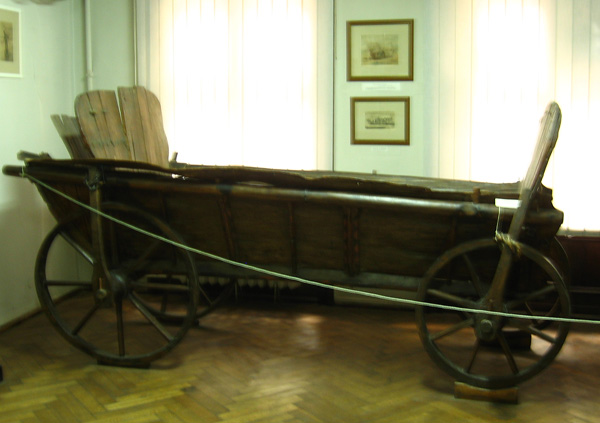
Charriot tchoumak dans le musée d'histoire de Lviv

## Influence sur la culture ukrainienne
Le mode de vie tchoumak a eu une grande influence sur le folklore, la langue et la culture générale de l'Ukraine, en raison des difficultés et des périls inhérents à ce commerce.
En langue ukrainienne, la Voie lactée est appelée la Voie des tchoumaks. Il existe un nom de famille ukrainien, Tchoumak.
Ces marchands occupent une place importante dans le folklore ukrainien. Ils figurent dans les œuvres littéraires et artistiques de Taras Chevtchenko (1814-1861), du peintre arménien de Crimée Ivan Aïvazovski(1817-1900) et dans la chanson Ukraina de Taras Petrynenko (en) (1953- ).

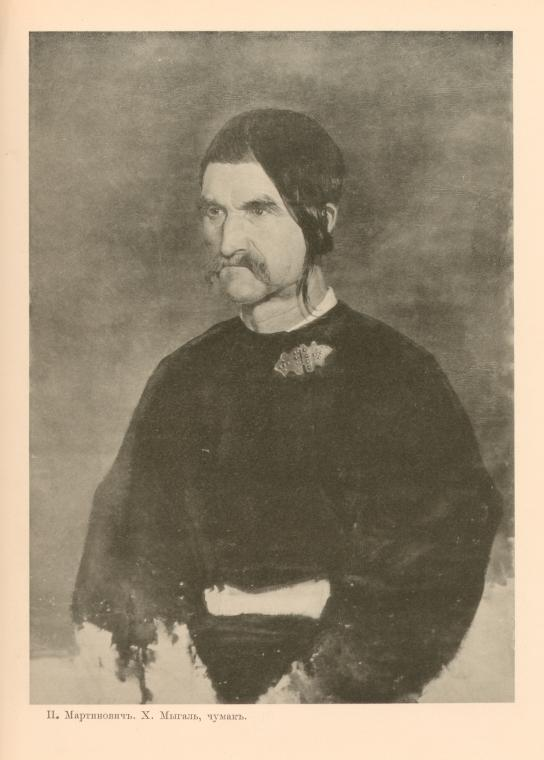
Porfyryi Martynovytch
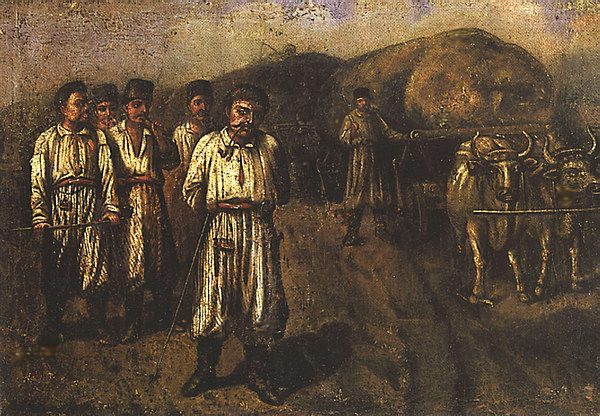
Milieu du XIXe
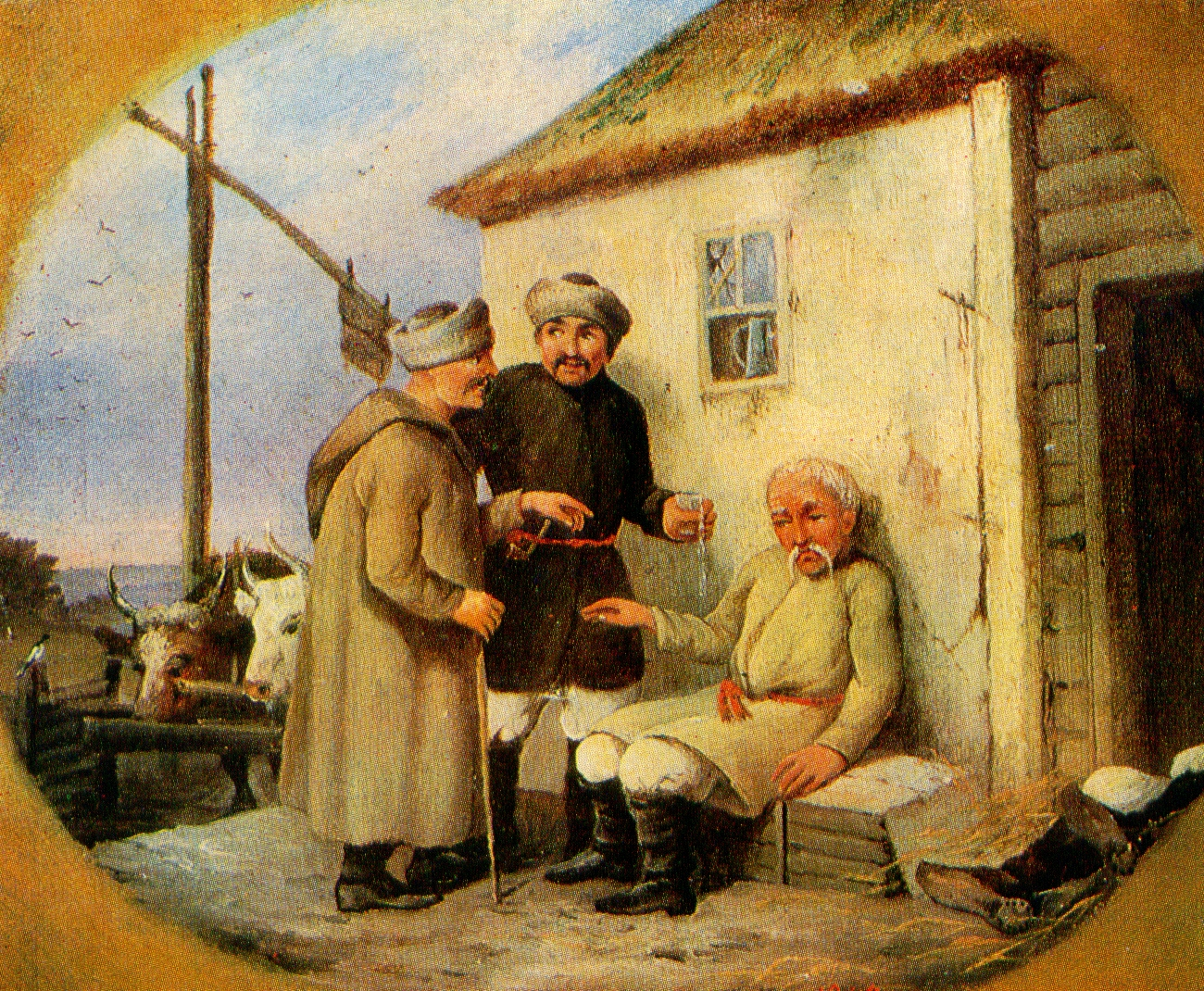
Tchoumak près de la taverne, artiste inconnu, Musée d'art de Tchernihiv

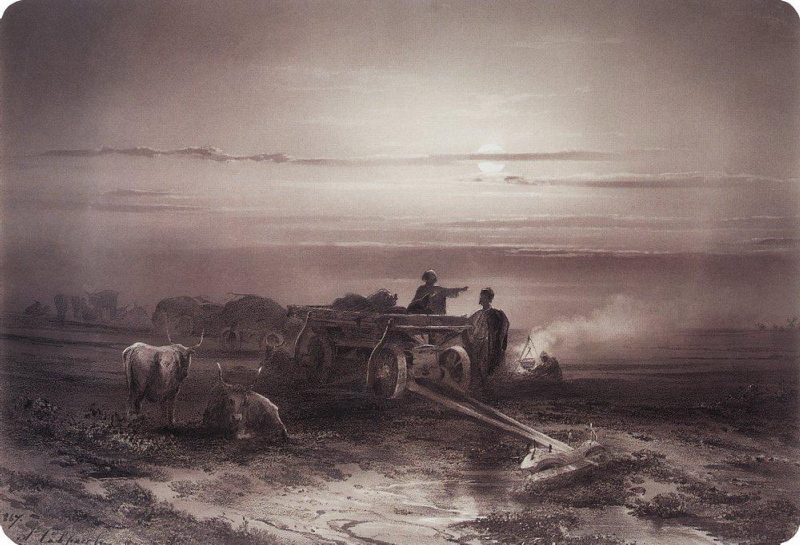
Alekseï Savrassov, Le convoi des tchoumaks s'est arrêté dans la steppe.
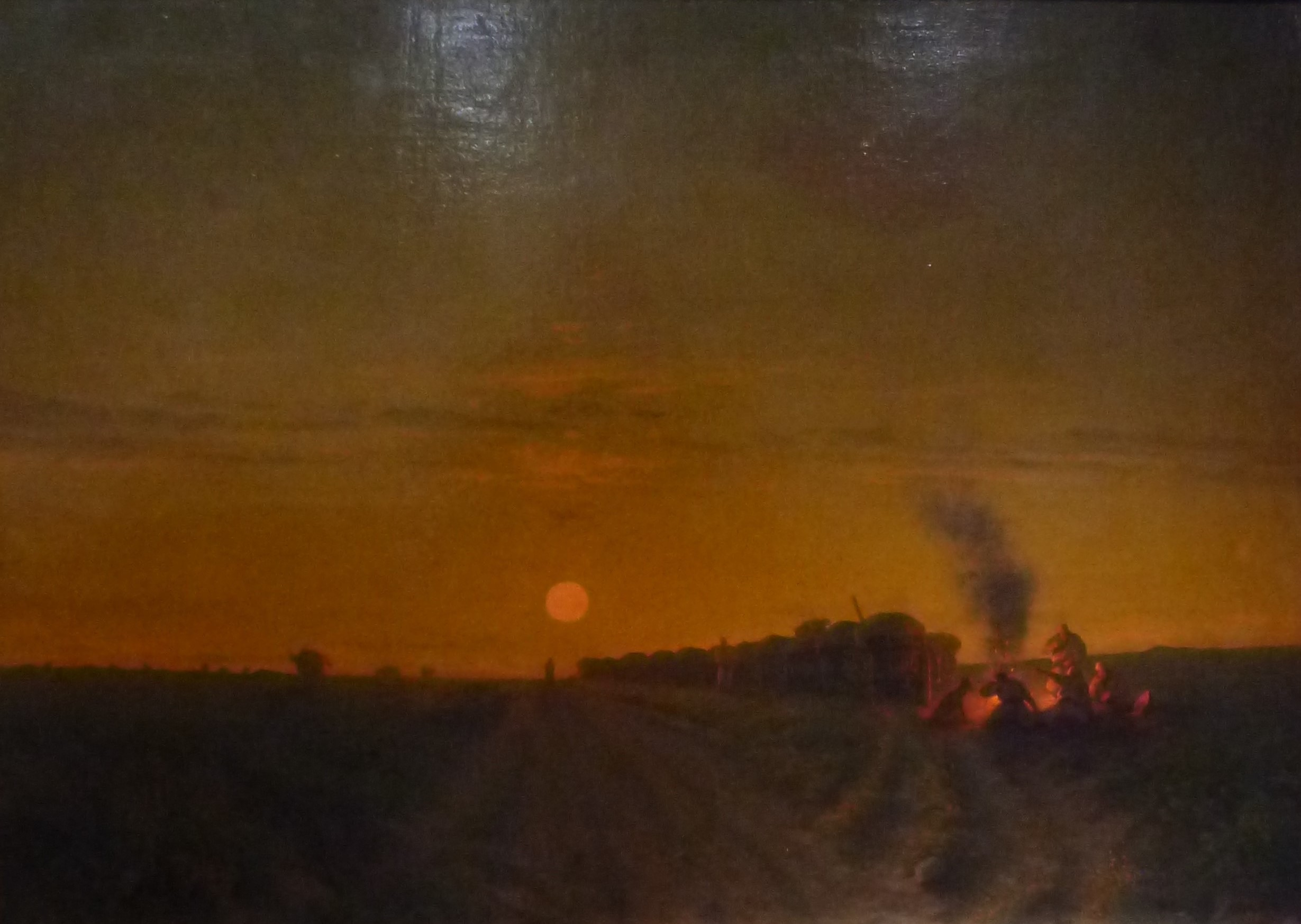
Arkhip Kouïndji, Halte des tchoumaks dans la steppe
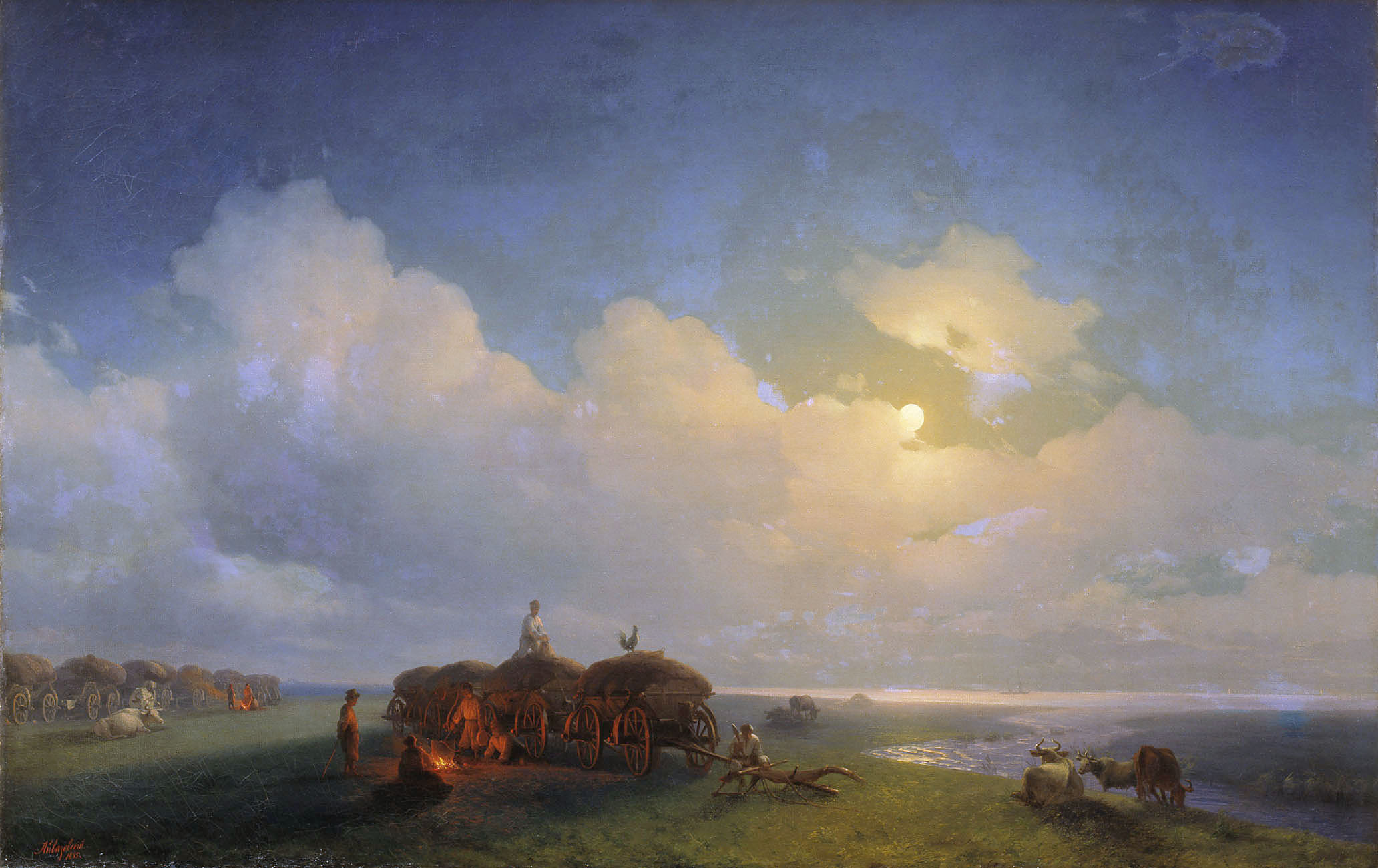
Ivan Aïvazovski, Les tchoumaks au repos
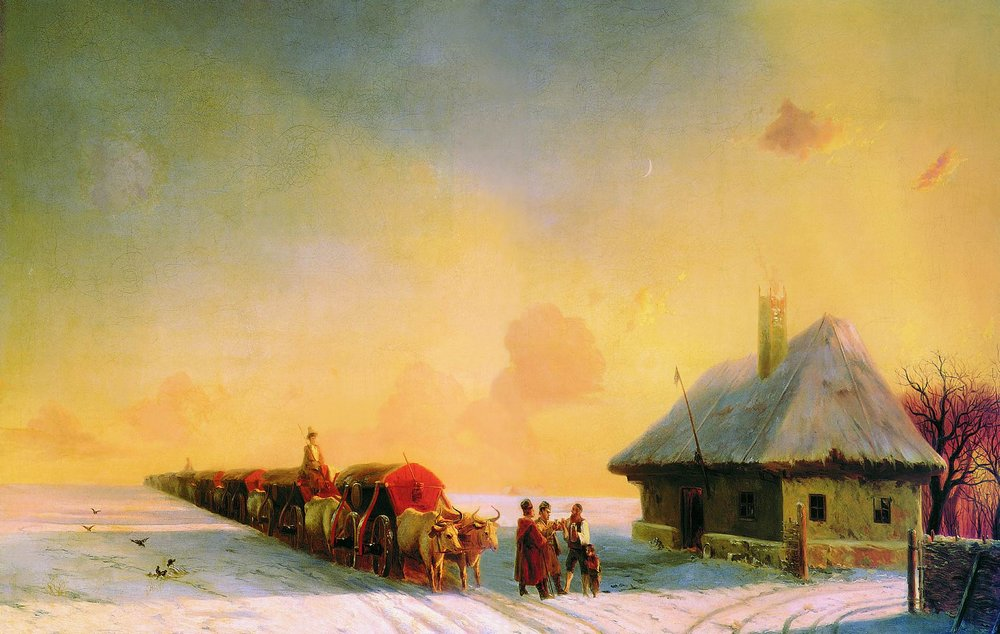
Ivan Aïvazovski, Tchoumaks dans la Petite Russie

## Tchoumak dans la littérature
« Dans le camp russe retenlissaient aussi les chants de liberté des cosaques, les refrains du tchoumak racontant la gloire du peuple petitrussien. Dans chaque sotnia, compagnie ou batterie il y avait un ou plusieurs kobzars qui chantaient en s'accompagnant de la grande mandoline appelée kobza ou bandoura, ou bien un lirnik, jouant, non de la lyre, comme le ferait croire le nom, mais d'une sorte de vielle retentissante. »

— Émile Massard, La France et la Russie contre la Triple Alliance : la grande guerre

« Le tabac se payait alors cher. Il prit avec lui un de mes frères, âgé de trois ans, pour l’habituer de bonne heure à faire le tchoumak; nous restâmes : mon grand-père, ma mère, moi, un frère, et encore un autre frère. Mon grand-père commença à ensemencer un bachtane, le long même de la route, et à vivre dans un kouren  ; il nous garda avec lui pour chasser les moineaux et les pies de sa plantation. On ne peut dire que ce fût pénible pour nous : il. nous arrivait, il est vrai, de ne manger, toute une journée, que des concombres, des melons, des navets, des oignons, des pois, si bien qu’on eût dit que des coqs nous chantaient dans le ventre, à certains moments. »

— Nikolaï Gogol,  Contes et nouvelles ; La terrible vengeance ; Le nez ; Mémoires d'un fou ; La place ensorcelée 